# Campeonato Mundial de Judo de 1973
El VIII Campeonato Mundial de Judo se celebró en Lausana (Suiza) entre el 21 y el 24 de junio de 1973 bajo la organización de la Federación Internacional de Judo (IJF) y la Federación Suiza de Judo. 

## Medallistas

### Masculino
| Evento            | Oro                     | Plata                    | Bronce                                                        |
| ----------------- | ----------------------- | ------------------------ | ------------------------------------------------------------- |
| –63 kg            | Yoshiharu Minami Japón  | Takao Kawaguchi Japón    | Shengueli Pitsjelauri · URSS · Héctor Rodríguez Torres · Cuba |
| –70 kg            | Toyokazu Nomura Japón   | Dietmar Hötger RDA       | Anatoli Novikov URSS Kazuo Yoshimura Japón                    |
| –80 kg            | Shozo Fujii Japón       | Isamu Sonoda Japón       | Bernd Look · RDA · Antoni Reiter · Polonia                    |
| –93 kg            | Nobuyuki Sato Japón     | Takafumi Ueguchi Japón   | Dietmar Lorenz RDA David Starbrook Reino Unido                |
| +93 kg            | Chonosuke Takagi Japón  | Dzhibilo Nizharadze URSS | Serguei Novikov URSS Keith Remfry Reino Unido                 |
| Categoría abierta | Kazuhiro Ninomiya Japón | Haruki Uemura Japón      | Wolfgang Zuckschwerdt RDA Klaus Glahn RFA                     |

## Medallero
| Núm. | País        | Oro | Plata | Bronce | Total |
| ---- | ----------- | --- | ----- | ------ | ----- |
| 1    | Japón       | 6   | 4     | 1      | 11    |
| 2    | RDA         | 0   | 1     | 3      | 4     |
| 2    | URSS        | 0   | 1     | 3      | 4     |
| 4    | Reino Unido | 0   | 0     | 2      | 2     |
| 5    | RFA         | 0   | 0     | 1      | 1     |
| 5    | Cuba        | 0   | 0     | 1      | 1     |
| 5    | Polonia     | 0   | 0     | 1      | 1     |
|      | TOTAL       | 6   | 6     | 12     | 24    |